# شاک شوکا

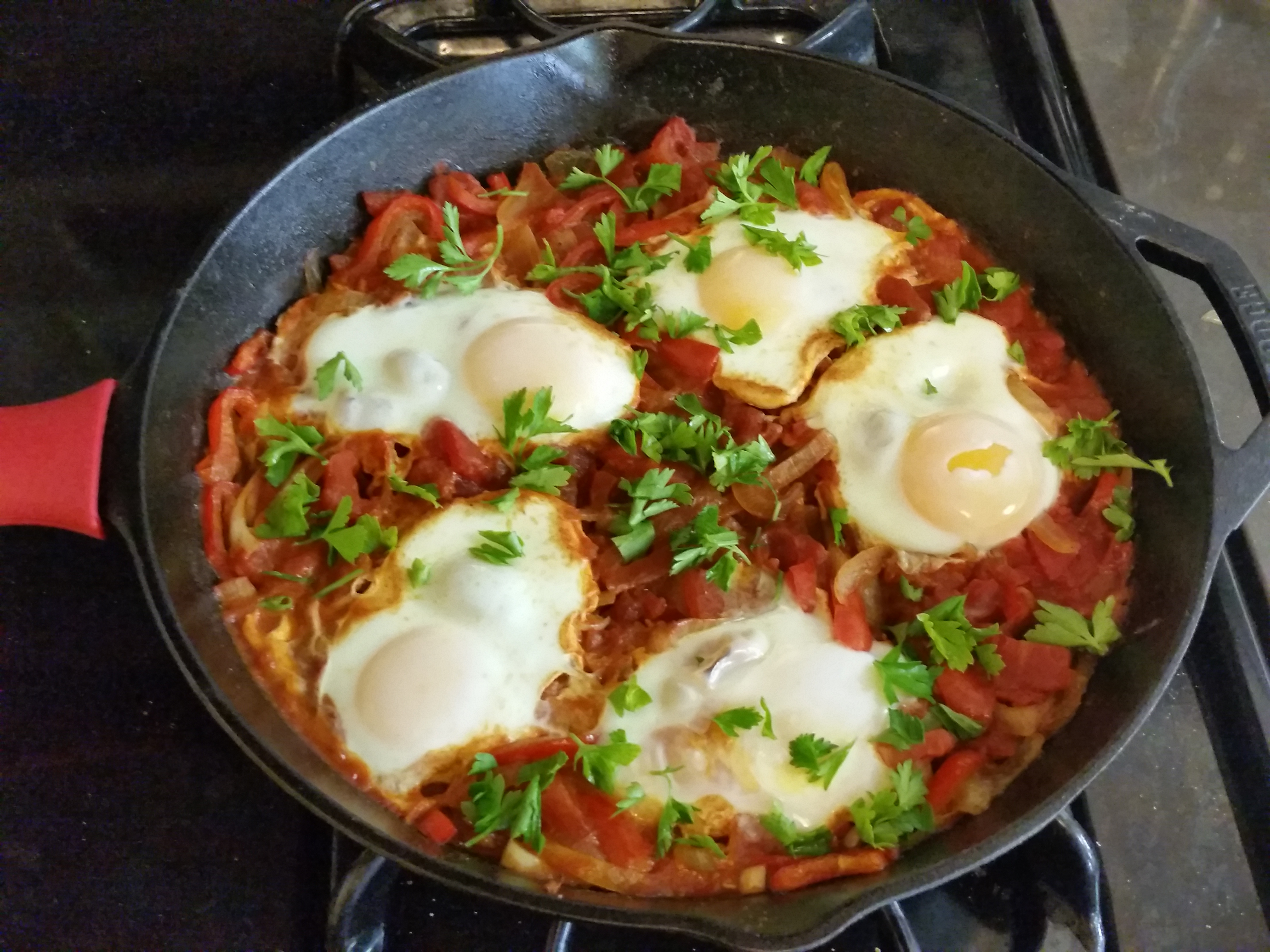
شاک شوکا

شاک شوکا (عربی: شكشوكة)، املت تونسی نوعی غذای محبوب در خاورمیانه و  آفریقای شمالی است که در آن از سس گوجه فرنگی، فلفل سیاه، فلفل قرمز و پیاز، اغلب با زیره سبز و تخم مرغ و سبزیجات موجود در تونس استفاده می‌شود.